# Шубин, Александр Павлович
Алекса́ндр Па́влович Шу́бин (род. 29 июня 1947, Симферополь, Крымская область, РСФСР, СССР) — советский и российский художник-график. Заслуженный художник Российской Федерации (1996).

## Биография
Родился в Симферополе, вырос в Обнинске. Изобразительному искусству учился у Николая Громадского в школе № 1, в изостудии Дома культуры ФЭИ и в детской художественной школе.
В 1970 году окончил художественно-графический факультет Орловского государственного педагогического института.
Художник-график, специализируется на офортах и гравюрах.
О себе сказал:
 Труден путь художника, труден. Естественно, бывают и какие-то успехи и материальные, а бывают очень тяжёлые времена. Как-то я стараюсь об этом не говорить, не показывать никому. Труден путь.
В 1970-е годы преподавал в обнинской детской художественной школе.

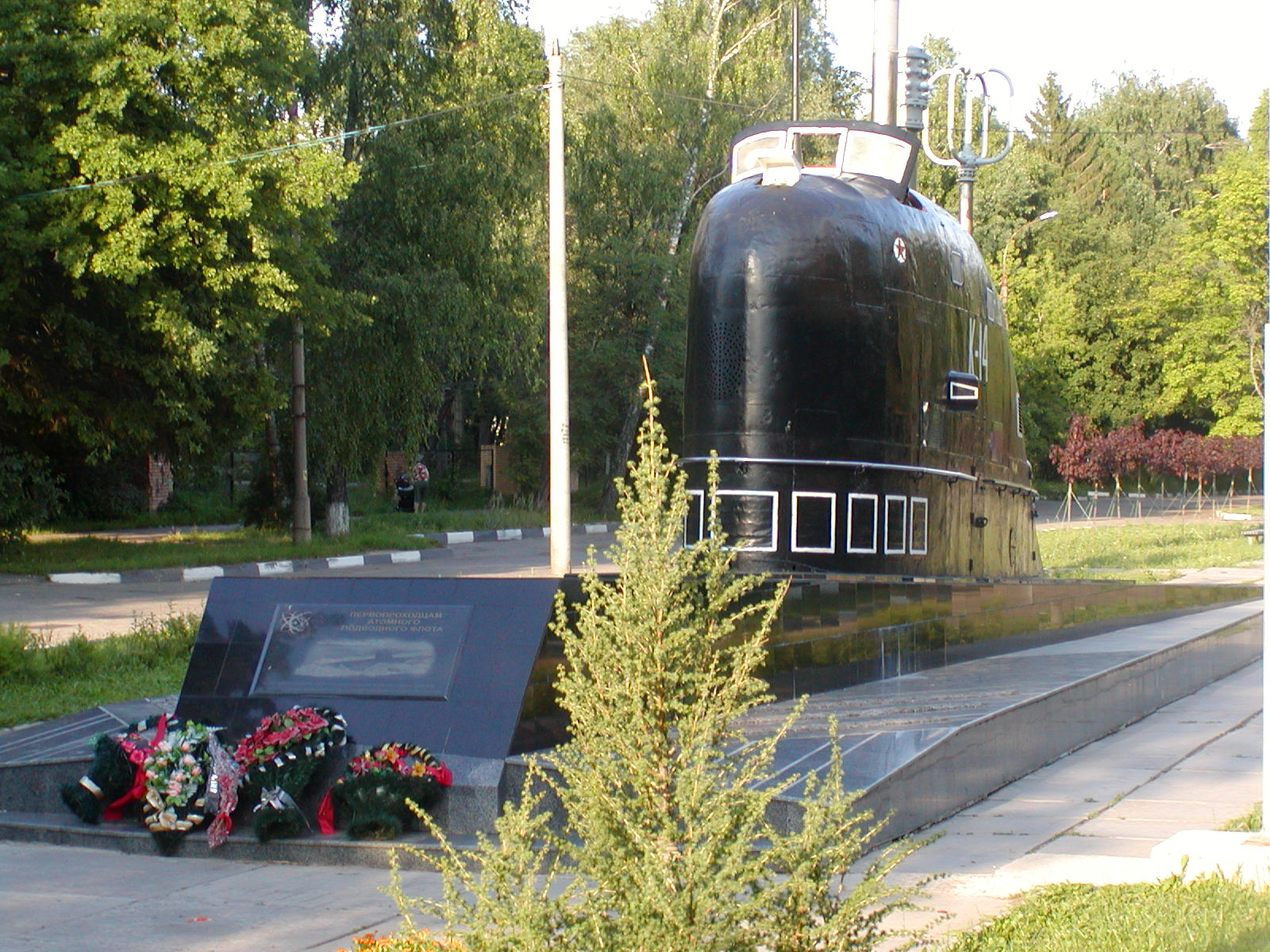
Мемориал «Первопроходцам подводного атомного флота»

Автор разработки концепции и постамента мемориала «Первопроходцам подводного атомного флота» на улице Победы в Обнинске (2008). Рубка атомной подводной лодки первого поколения К-14 установлена на бетонном основании длиной 52 метра, напоминающем всплывающую из моря подлодку.
Автор 1,8-метрового белого свадебного мостика с ажурными коваными перилами в усадьбе Белкино в Обнинске (2008).
Живёт в Обнинске.

### Семья
- Брат — Павел Павлович Шубин (1955—2013), советский и российский искусствовед, куратор.
  - Племянник — Антон Павлович Шубин, российский художник, писатель[7].

## Участие в творческих и общественных организациях
Член Союза художников России. Секретарь по Центральному федеральному округу, председатель комиссии по военно-шефской работе, член творческой комиссии по графике.

## Выставки

### Персональные выставки
- 1994 — «Русская провинция в гравюрах художника Шубина», Калуга.
- 1989 — Остроленка, Польша.

### Групповые выставки
- 2009 — XI Всероссийская художественная выставка «Россия», Москва, Центральный дом художника[9].
- 2005 — Выставка, посвящённая 50-летию калужской организации Союза художников России, Калуга[10].
- 1994 — III Международное биеннале станковой графики, Калининград.
- 1994 — Выставка российской графики, Непал, Дели, Катманду.
- 1993 — Выставка произведений современного искусства, Калуга, галерея «Арт студио».
- 1993 — «Художественная культура России», Москва, ВВЦ, павильон «Культура».
- 1993 — Выставка творческого объединения «Золотое кольцо», Москва, выставочный зал на улице Тверской, 25.
- 1992 — Выставка 20-ти калужских художников, Ульм, Германия.
- 1992 — Республиканская выставка «Россия», Москва, ЦВЗ «Манеж».
- 1990 — Всесоюзная выставка «Памятники отечества», Минск.
- 1990 — VII региональная выставка «Художники центральных областей России», Владимир.
- 1990 — II Всероссийская выставка станковой графики, Москва, Академия художеств.
- 1990 — Всероссийская выставка «Защитникам отечества», Москва, ЦВЗ «Манеж».
- 1989 — VII Всесоюзная выставка эстампа, Тбилиси.
- 1989 — V Республиканская выставка эстампа, Ленинград.

## Местонахождение произведений
- Государственный музей изобразительных искусств имени А. С. Пушкина (Москва)
- Музей Отечественной войны 1812 года (Тарутино, Калужская область)
- Государственный музей Л. Н. Толстого (Москва)
- Калужский областной художественный музей
- Музей истории космонавтики (Калуга)
- Калужский краеведческий музей
- Музей истории города Обнинска
- Музей Мирового океана (Калининград)
- Запасник Дирекции художественных выставок Союза художников России
- Малоярославецкая картинная галерея
- Частные собрания в России, Германии, Франции, Испании, США, Италии[1]

## Почётные звания
- Заслуженный художник Российской Федерации (1996)

## Известные ученики
- Аксёнов, Владимир Васильевич (р. 1957) — советский и российский резчик по дереву, художник, педагог. Автор деревянной подвижной скульптуры «Хвастун видал, как медведь летал» (1977), получившей распространение и тиражируемой без его авторства. Автор современного графического воплощения герба Белгорода (1999).

## Цитаты
Журналист Сергей Коротков:
Официально-парадное лицо всей [обнинской] живописи. Мастер гравюры и офорта. Носит бороду, берет и толстовку. Как-то незаметно стало принято в [Обнинске] всем заезжим именитым гостям дарить работы художника [Шубина]. Во-первых, мастерски исполнено, а, во-вторых, дорого. Самое оно для подарка!

О работах [Шубина] никому и никогда не приходило в голову спорить до хрипоты — всем и без того ясно, что это мастер. Однако, эта непротиворечивость и единодушие на некоторых навевает скуку. И, видимо, недалёк тот день, когда местная [обнинская] кондитерская фабрика «ДРАЖЕ» начнёт лепить на своих конфетных коробках репродукции работ [Шубина]. Так, как какой-нибудь «Красный Октябрь» лепит на свои «Ассорти» Брюллова с Глазуновым.